# Elaheh Rahimifar
Elaheh Rahimifar (persisch الهه رحیمی فر; * 10. April 1999) ist eine iranische Leichtathletin, die sich auf den Weitsprung spezialisiert hat.

## Sportliche Laufbahn
Erste internationale Erfahrungen sammelte Elaheh Rahimifar im Jahr 2024, als sie bei den Hallenasienmeisterschaften in Teheran mit einer Weite von 6,09 m den achten Platz belegte.
2023 wurde Rahimifar iranische Meisterin im Weitsprung im Freien sowie 2024 in der Halle.